# Млинково (Любуське воєводство)
Млинково (пол. Młynkowo) — село в Польщі, у гміні Боядла Зеленогурського повіту Любуського воєводства.
Населення — 93 особи (2011).
У 1975-1998 роках село належало до Зеленогурського воєводства.

## Демографія
Демографічна структура станом на 31 березня 2011 року:
|          | Загалом | Допрацездатний вік | Працездатний вік | Постпрацездатний вік |
| -------- | ------- | ------------------ | ---------------- | -------------------- |
| Чоловіки | 47      | 3                  | 40               | 4                    |
| Жінки    | 46      | 7                  | 29               | 10                   |
| Разом    | 93      | 10                 | 69               | 14                   |